# 波蘭國家女子冰球隊
波兰国家女子冰球队是代表波兰参加国际冰球联合会舉辦的世界女子冰球锦标赛的女子冰球隊。截至2011年，波兰有374名女子冰球員球员。波兰女子国家冰球队排名世界第20位。截至2022年，波兰女子国家冰球队從未参加過奥运会。2011年，波兰女子国家冰球队首次參加世界女子冰球锦标赛。